# Tulsita
Tulsita est une census-designated place située dans le comté de Bee, dans l’État du Texas, aux États-Unis. Sa population s’élevait à 14 habitants lors du recensement de 2010.